# Horst Ehringhaus
Horst Ehringhaus (* 25. Juli 1926 in Mülheim an der Ruhr) ist ein deutscher Architekt.
Ehringhaus studierte von 1946 bis 1951 Architektur an der Technischen Hochschule Stuttgart und schloss das Studium als Diplom-Ingenieur ab. Anschließend war er als Architekt in Köln tätig, von 1965 bis 1991 selbständig. Seit 1988 hatte er einen Lehrauftrag, seit 1990 war er Gastprofessor an der Fakultät für Bauingenieurwesen und Architektur der Universität Innsbruck.
Seit 1993 nahm Ehringhaus unter Barthel Hrouda an den Ausgrabungen auf dem Sirkeli Höyük in Kilikien teil, 1997 leitete er eine Grabung der Universität Innsbruck auf dem Sirkeli Höyük. Er publizierte zu den hethitischen Felsreliefs in der Türkei.

## Schriften (Auswahl)
- Vorläufiger Bericht über die Ausgrabungen auf dem Sirkeli Höyük, Provinz Adana/Türkei im Jahre 1997. In: Istanbuler Mitteilungen. 49, 1999, S. 83–140.
- Götter, Herrscher, Inschriften. Die Felsreliefs der hethitischen Grossreichszeit in der Türkei. Zabern, Mainz 2005, ISBN 3-8053-3469-9.
- Das Ende, das ein Anfang war – Felsreliefs und Felsinschriften der luwischen Staaten Kleinasiens vom 12. bis 8./7. Jahrhundert v. Chr. Nünnerich-Asmus, Mainz 2014, ISBN 978-3-943904-67-3.